# Thore Baardsen Pedersen
Thore Baardsen Pedersen (Vardø, 11 agosto 1996) è un calciatore norvegese, difensore del Brann.

## Carriera

### Club
Baardsen Pedersen è cresciuto nelle giovanili del Vard Haugesund. Con questa maglia, ha esordito in 1. divisjon in data 5 maggio 2013: ha sostituito Torbjørn Kallevåg nella sconfitta per 2-0 subita sul campo dell'Ullensaker/Kisa. Al termine di quella stagione, la squadra è retrocessa in 2. divisjon.
Il 5 dicembre 2018 è stato ufficializzato il passaggio di Baardsen Pedersen all'Haugesund, squadra per cui ha firmato un contratto triennale valido a partire dal 1º gennaio 2019. Il 31 marzo successivo ha quindi debuttato in Eliteserien, sostituendo Niklas Sandberg nella partita persa per 3-2 in casa dello Strømsgodset.
Il 25 luglio 2019 ha giocato la prima partita nelle competizioni europee per club, impiegato da titolare nella vittoria per 2-0 sullo Sturm Graz, in occasione dei turni preliminari dell'Europa League.
Il 19 dicembre 2019, Baardsen Pedersen ha prolungato il contratto che lo legava all'Haugesund fino al 31 dicembre 2022.
Svincolato, in data 27 gennaio 2023 è passato al Brann, per cui ha firmato un accordo biennale. Ha scelto di vestire la maglia numero 23.

### Nazionale
Nel 2014 ha giocato 2 partite nella nazionale norvegese Under-18.

## Statistiche

### Presenze e reti nei club
Statistiche aggiornate al 27 gennaio 2023.
| Stagione              | Club                  | Campionato            | Campionato | Campionato | Coppe nazionali | Coppe nazionali | Coppe nazionali | Coppe continentali | Coppe continentali | Coppe continentali | Supercoppe | Supercoppe | Supercoppe | Totale | Totale |
| Stagione              | Club                  | Comp                  | Pres       | Reti       | Comp            | Pres            | Reti            | Comp               | Pres               | Reti               | Comp       | Pres       | Reti       | Pres   | Reti   |
| --------------------- | --------------------- | --------------------- | ---------- | ---------- | --------------- | --------------- | --------------- | ------------------ | ------------------ | ------------------ | ---------- | ---------- | ---------- | ------ | ------ |
| 2013                  | Vard Haugesund        | 1D                    | 8          | 0          | CN              | 0               | 0               | -                  | -                  | -                  | -          | -          | -          | 8      | 0      |
| 2014                  | Vard Haugesund        | 2D                    | 22         | 1          | CN              | 3               | 0               | -                  | -                  | -                  | -          | -          | -          | 25     | 1      |
| 2015                  | Vard Haugesund        | 2D                    | 24         | 3          | CN              | 2               | 0               | -                  | -                  | -                  | -          | -          | -          | 26     | 3      |
| 2016                  | Vard Haugesund        | 2D                    | 21         | 2          | CN              | 2               | 0               | -                  | -                  | -                  | -          | -          | -          | 23     | 2      |
| 2017                  | Vard Haugesund        | 2D                    | 22         | 2          | CN              | 2               | 1               | -                  | -                  | -                  | -          | -          | -          | 24     | 3      |
| 2018                  | Vard Haugesund        | 2D                    | 26         | 1          | CN              | 1               | 0               | -                  | -                  | -                  | -          | -          | -          | 27     | 1      |
| Totale Vard Haugesund | Totale Vard Haugesund | Totale Vard Haugesund | 123        | 9          |                 | 10              | 1               |                    | -                  | -                  |            | -          | -          | 133    | 10     |
| 2019                  | Haugesund             | ES                    | 30         | 0          | CN              | 6               | 1               | UEL                | 4                  | 0                  | -          | -          | -          | 40     | 1      |
| 2020                  | Haugesund             | ES                    | 30         | 0          | -               | -               | -               | -                  | -                  | -                  | -          | -          | -          | 30     | 0      |
| 2021                  | Haugesund             | ES                    | 26         | 0          | CN              | 1               | 0               | -                  | -                  | -                  | -          | -          | -          | 27     | 0      |
| 2022                  | Haugesund             | ES                    | 21         | 0          | CN              | 2               | 0               | -                  | -                  | -                  | -          | -          | -          | 23     | 0      |
| Totale Haugesund      | Totale Haugesund      | Totale Haugesund      | 107        | 0          |                 | 9               | 1               |                    | 4                  | 0                  |            | -          | -          | 120    | 1      |
| 2023                  | Brann                 | ES                    | 0          | 0          | CN              | 0               | 0               | -                  | -                  | -                  | -          | -          | -          | 0      | 0      |
| Totale                | Totale                | Totale                | 230        | 9          |                 | 19              | 2               |                    | 4                  | 0                  |            | -          | -          | 253    | 11     |

## Palmarès
- Coppa di Norvegia: 1

Brann: 2022-2023